# Sante Marsili
Sante Marsili (Napoli, 31 ottobre 1950 – Napoli, 2 settembre 2024) è stato un pallanuotista italiano, vincitore di una medaglia d'argento alle olimpiadi di Montréal 1976 e di un oro ai mondiali di Berlino Ovest 1978.

## Biografia
Giocò con le calottine di Rari Nantes Napoli, Canottieri Napoli (con cui vinse uno scudetto e una Coppa Italia), Fiat Torino (dove fu vicecampione d'Italia) e Pescara (con la quale vinse una seconda coppa nazionale). Dopo il ritiro allenò Posillipo e Rari Nantes Napoli.
Nel 2016 ricevette una targa e la medaglia della città di Napoli dal sindaco Luigi De Magistris per il suo impegno nello sport. Nel 2024 è stato operato alle gambe, e nell'anno stesso è venuto a mancare.

## Palmarès
- Olimpiadi

Montréal 1976: 
- Mondiali

Cali 1975: 
Berlino Ovest 1978: 
- Europei

Jonköping 1977: